# Fluorur de bari
El fluorur de bari (BaF₂) és un compost químic de bari i fluor en forma de sal iònica. És un sòlid que pot ser un cristall transparent. Es troba a la natura com el mineral anomenat frankdicksonita.

## Estructura
El sòlid adopta l'estructura de la fluorita i a altes pressions, l'estructura de PbCl₂. En la fase vapor el BaF2 és una molècula no-lineal amb un angle F-Ba-F d'aproximadament 108°. Això és una excepció a la teoria RPECV que pronosticaria una estructura lineal. Càlculs ab initio han estat citats per proposar que les contribucions dels orbitals d de la capa per sota de la capa de valència en són les responsables. Una altra proposta és que la polarització del nucli electrònic de l'àtom de bari crea una distribució aproximadament tetraèdrica de càrrega que interacciona amb els enllaços Ba-F.

## Aplicacions
El fluorur de bari és transparent quan és il·luminat des de l'ultraviolat a l'infraroig (de 150–200 nm a 11–11.5 µm) i pot ser utilitzat com a material per fer components òptics com ara lents. És utilitzat en finestres per espectroscòpia infraroja, en particular en el camp d'anàlisi de combustible. La seva transmitància a 200 nm és relativament baixa (0.60), però a 500 nm puja fins a 0.96–0.97 i es manté a aquest nivell fins a 9 µm, llavors comença a minvar (0.85 a 10 µm i 0.42 a 12 µm). L'índex de refracció és aproximadament 1.46 de 700 nm a 5 µm.
El fluorur de bari és també un centellejador comú molt ràpid (un dels més ràpids) per la detecció de radiografies, rajos gamma o altres partícules d'alta energia. Una de les seves aplicacions és la detecció de fotons gamma de 511 keV en tomografia per emissió de positrons. També respon a partícules alfa i beta, però, a diferència de la majoria de centellejadors, no brilla sota la llum ultraviolada. També es pot fer servir per a la detecció de neutrons d'alta energia (10–150 MeV), i emprar tècniques de discriminació de forma de pols per separar-los de fotons gamma que ocorrin simultàniament.
Quan és escalfat a 500 °C, és corroït per l'aigua, però en entorns secs pot ser utilitzat fins a 800 °C. L'exposició prolongada a la humitat degrada la transmissió en el rang UV en el buit. És menys resistent a l'aigua que el fluorur de calci, però és el més resistent de tots els fluorurs òptics a energia d'alta radiació, encara que la seva transmitància en la ultraviolada llunyana és més baixa que la dels altres fluorurs. És bastant dur, molt sensible al xoc tèrmic i es fractura bastant fàcilment.
El fluorur de bari és fet servir com a agent preopacificant i en la producció frites d'esmalt i vernissos. El seu altre ús és en la producció d'agents de soldadura (un additiu d'alguns fundents, un component de recobriments per varetes de soldadura i de pólvores de soldadura). És també fet servir en la metal·lúrgia, com a bany de sal fosa pel refinatge de l'alumini.